# Pelé (futebolista português)
Vítor Hugo Gomes Passos, mais conhecido como Pelé, é um futebolista português que nasceu no Porto em 14 de Setembro de 1987.
Começou a jogar em 2004, ainda como juvenil no Salgueiros, mas a crise financeira do clube fez com que ele e muitos que jogavam naquele clube fossem procurar clube mais estavel, o Benfica propos contrato em 2005, e jogou pela equipa B. Mas a conjuntura do clube naquela altura não ajudou, e como não era titular, decide sair em Dezembro de 2005 e assina pelo Guimarães. Assina como senior em 2006 pelo Guimarães, mas as suas exibições no troneio de Toulon e no Mundial de Futebol em Sub-20, no Canadá, desperta o interesse de Roberto Mancini, e em 2007 é contratado pelo Inter de Milão.
Em 31 de agosto de 2008, vai para o FC Porto como parte do pagamento da negociação de Ricardo Quaresma. No início de 2009 foi anunciado o seu empréstimo ao Portsmouth, que durou até ao final da época. No início da época 2009/10 foi anunciado o seu empréstimo ao Genoa Cricket and Football Club, do campeonato italiano, empréstimo que falhou e foi então cedido ao Real Valladolid do campeonato espanhol.
Representou a selecção nacional nas suas várias camadas por diversas vezes (num total de 25 partidas), tendo sido convocado na primeira convocatória do escalão sub-23, em Outubro de 2009.